# Atomyria
Atomyria là một chi bọ cánh cứng trong họ Chrysomelidae.
Chi này được Jacobson miêu tả khoa học năm 1894.

## Các loài
Chi này gồm các loài:
- Atomyria sarafschanica Solski, 1882